# Наполеоновские ванны (Пьештяны)
Наполеоновские ванны в Пьештянах (словац. Napoleonské kúpele v Piešťanoch) — комплекс из трёх курортных объектов, построенных в Пьештяни в классическом стиле над источниками в 1821—1862 годы.
Первоначальным владельцем курорта был граф Йожеф Эрдёди, семья которого владела курортом до 1889 года. После наполеоновских войн Эрдёди приказал построить классический санаторий с ваннами и первым пьештянским зеркальным бассейном. Наполеоновские ванны расположены в непосредственной близости от реки Ваг. Санатории, роль которых за весь период их существования не менялась, хоть и строились в разное время, но хорошо друг друга дополняют. По форме объекты напоминают латинскую букву U, то есть имеют форму небольшой площади. Благотворное воздействие термальной воды с температурой 67-69°С с целебным содержанием сероводорода ежегодно привлекает тысячи людей. Пациенты с заболеваниями опорно-двигательного аппарата, а также с нервными и ревматическими заболеваниями получают здесь бальнеотерапевтическое лечение.